# ミラノ中央駅
ミラノ中央駅（Stazione Centrale di Milano）またはミラノ・チェントラーレ（Milano Centrale/ Milano C.LE）はイタリアロンバルディア州ミラノ県ミラノにある、レーテ・フェッロヴィアーリア・イタリアーナ（RFI）の鉄道駅。
イタリア・ミラノを代表する鉄道駅。ローマ・テルミニ駅に次いでイタリアで2番目の乗降客数（1日約32万人）であるだけでなくヨーロッパの鉄道駅としても主要な駅の一つである。IATA空港コードはXIK。ウリッセ・スタッキーニ設計。

## 乗り入れる列車

### 国際列車

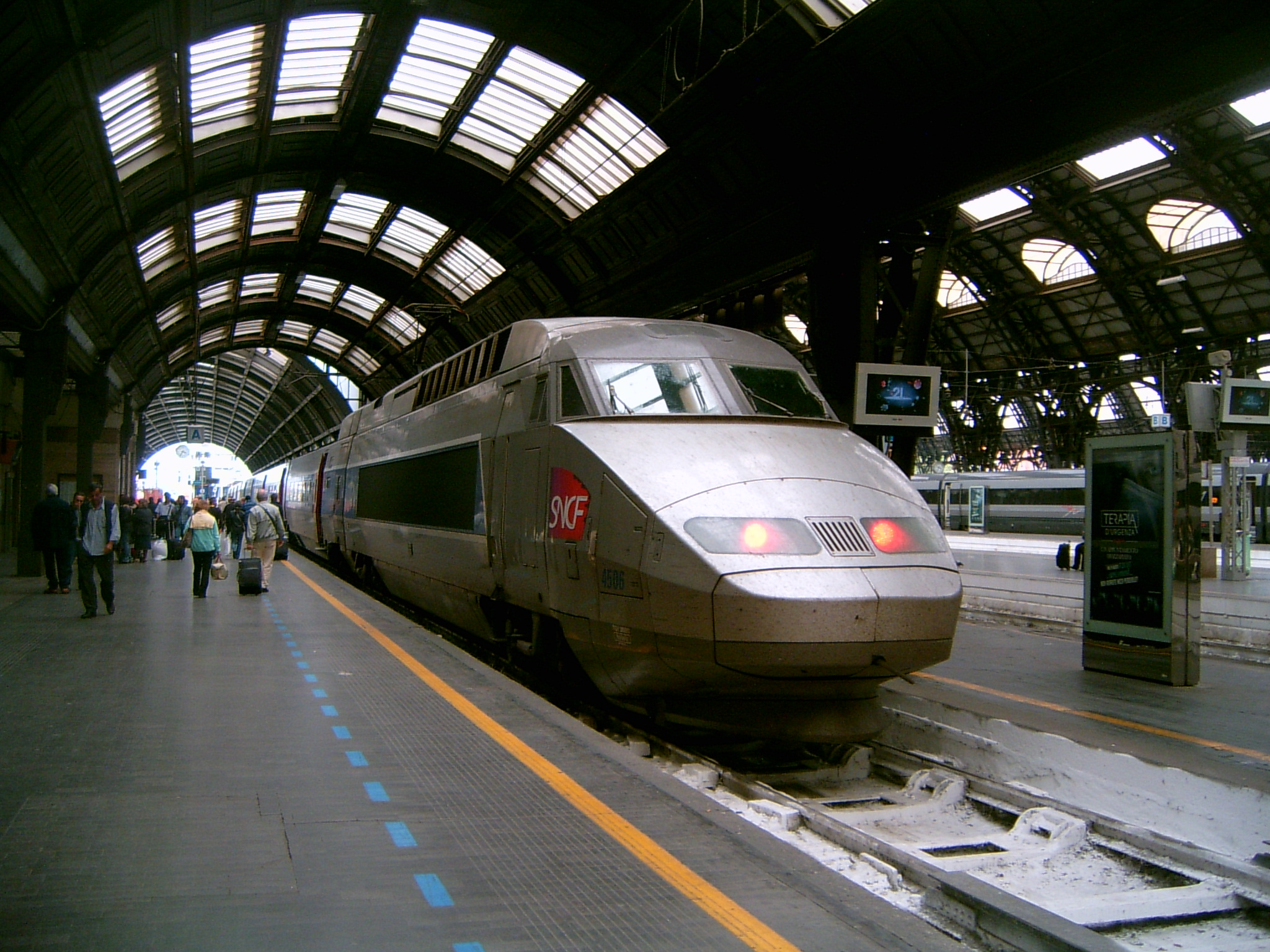
国際列車も多い　フランスTGV

行き先:
- アムステルダム
- バーゼル
- ベルン
- ジュネーヴ
- チューリッヒ中央
- ベッリンツォーナ
- シャフハウゼン
- パリ - リヨン
- パリ - ベルシー
- ニース
- ミュンヘン中央
- ドルトムント中央
- ウイーン Sudb.
- バルセロナ Franca

### 国内列車
行き先:
- ミラノ・マルペンサ国際空港 (マルペンサ・エクスプレス)
- トリノ・ポルタ・ヌオーヴァとポルタ・スーザ (IC と ES (AV))
- ヴェネツィア・S・ルチーア (R, IC, ES, CIS, EC)
- トリエステ中央 (IC e CIS)
- ウーディネ (IC)
- ヴェンティミリア (IC)
- フィレンツェSMN (IC, ES, CIS)
- リヴォルノ中央 (iR, IC ed EC)
- グロッセート (IC)
- ローマ・テルミニ (IC, ES)
- ボローニャ中央 (R, IC, ES, CIS, EC, ICN)
- リミニ (IC)
- アンコーナ (IC)
- ペスカーラ中央 (IC ed ES)
- バーリ中央 (Espresso, IC, ICN, ES)
- レッチェ (Espresso, IC, ICN, ES)
- ターラント (ES)
- ナポリ中央 (Espresso, IC, ES (AV))
- レッジョ・カラブリア中央 (Espresso, IC, ICN)
- クロトーネ (Espresso, IC, ICN)
- アグリジェント中央 (Espresso)
- パレルモ中央 (Espresso)
- シラクーザ (Espresso)

### 州内・州間列車
主な行き先:
- トリノ・ポルタ・ヌオーヴァ
- ヴェローナ・ポルタ・ヌオーヴァ
- ヴェネツィア・S・ルチーア
- ノヴァーラ
- シラクーザ
- アンコーナ
- ピアチェンツァ
- ブレシア
- ベルガモ
- モンツァ
- レッコ
- ヴォゲーラ
- ソンドリオ
- ティラーノ
- コーモ
- キアッソ
- ドモドッソラ
- ヴァレーゼ
- マントヴァ
- ラ・スペーツィア
- アルベンガ
- ペスカーラ

## 歴史

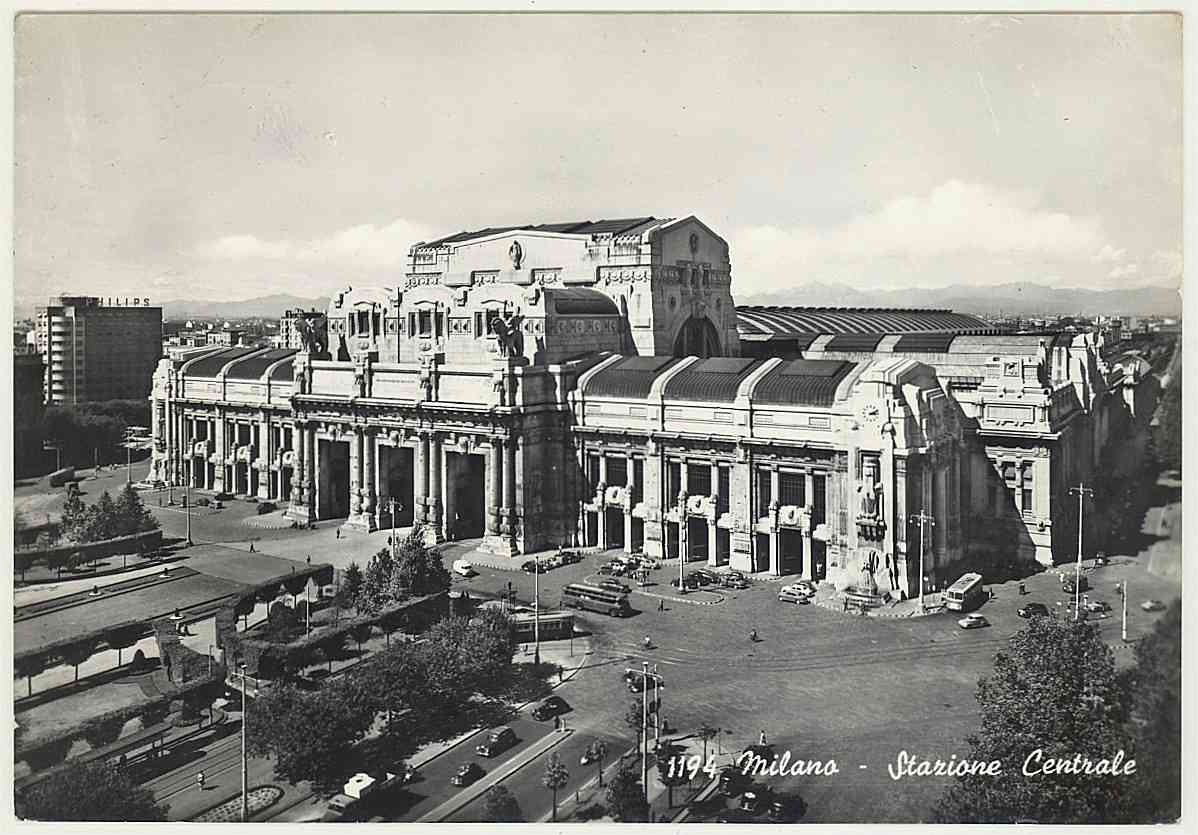
1964年の駅の様子

シンプロントンネル（1906年）の開通に伴う新たな交通量の需要を支えることができなくなった古い中央駅（1864年）の代わりに建設が計画され、まだ設計図すらできていなかったが、1906年4月28日にヴィットーリオ・エマヌエーレ3世王が新駅の最初の石を置くセレモニーを行った。
1912年に設計者が決まり建設が開始されたが、第一次世界大戦とその後のイタリアの経済危機の影響で工事は途中何度も中断した。1922年にファシスト党のベニート・ムッソリーニが首相になると、ファシスト政体の権力を象徴するような権威主義的なデザインが付加され、駅舎は荘厳で豪華な仕様に変更された。中断していた工事は1925年に再開し、プラットフォームの配置の変更と鋼鉄で出来た巨大な大屋根の設置が行われた。そして1931年7月1日に郵政通信大臣コスタンツォ・チャーノ臨席のもと駅は公式に落成した。
近年では老朽化を受けて大掛かりな修復・改善作業が2005年から2008年にかけてフェッロヴィーエ・デッロ・スタート・グループの一社グランディ・スタツィオーニにより行われ、建設中の高速鉄道網 (TAV) 、トリノ - ミラノ - ヴェネツィア、ミラノ - ローマ - ナポリ、ミラノ - ジェノヴァ各線の唯一の集結点となる予定である。

## 駅構造

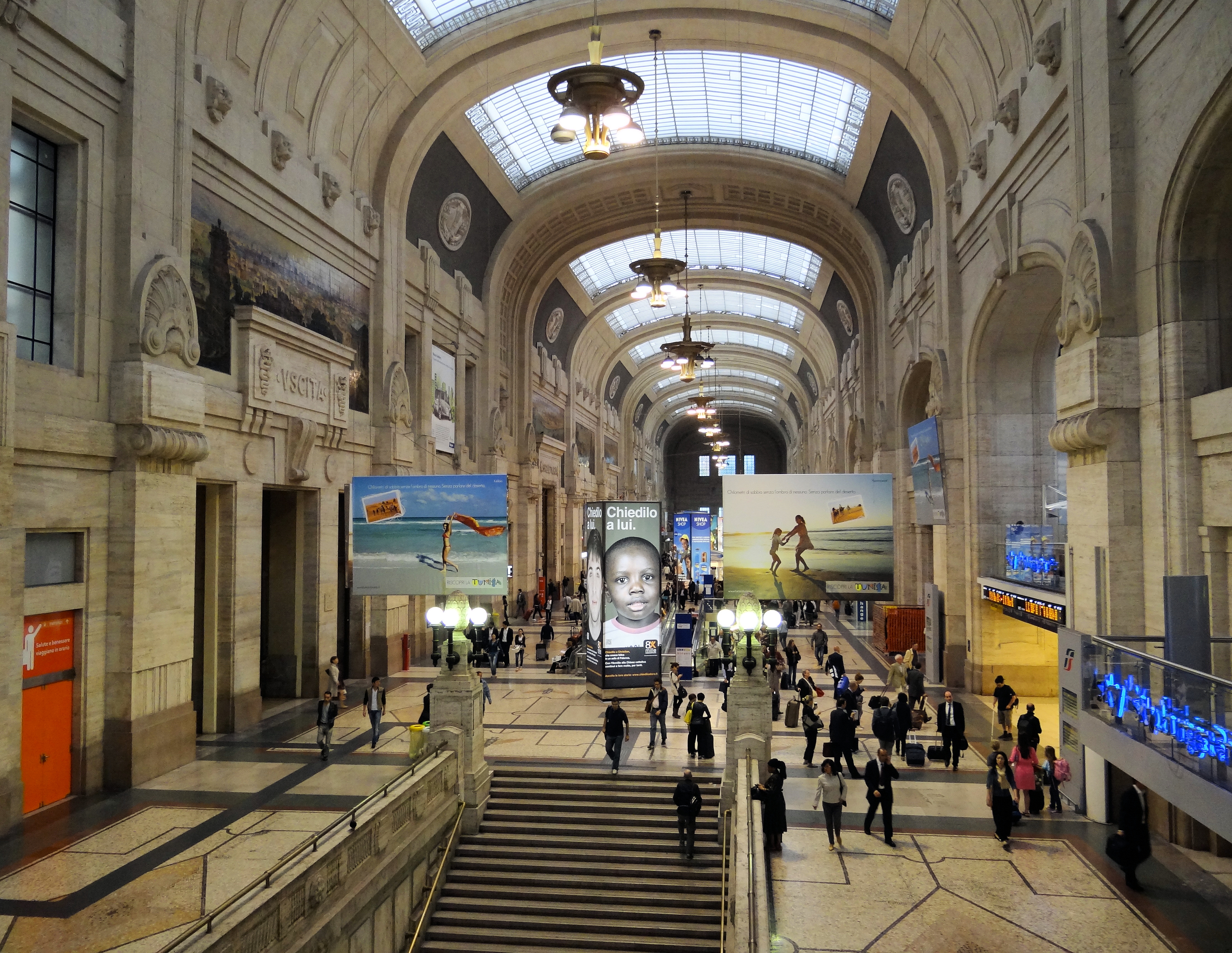
ミラノ中央駅内部

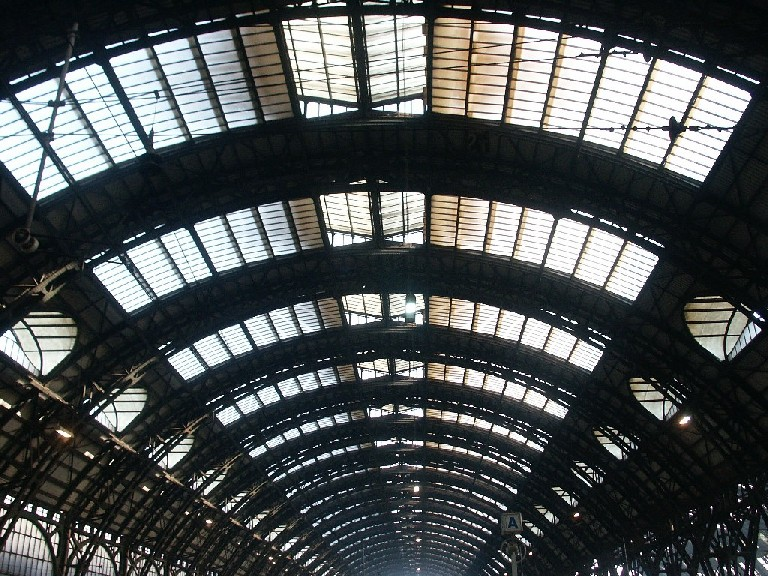
トレイン・シェッド

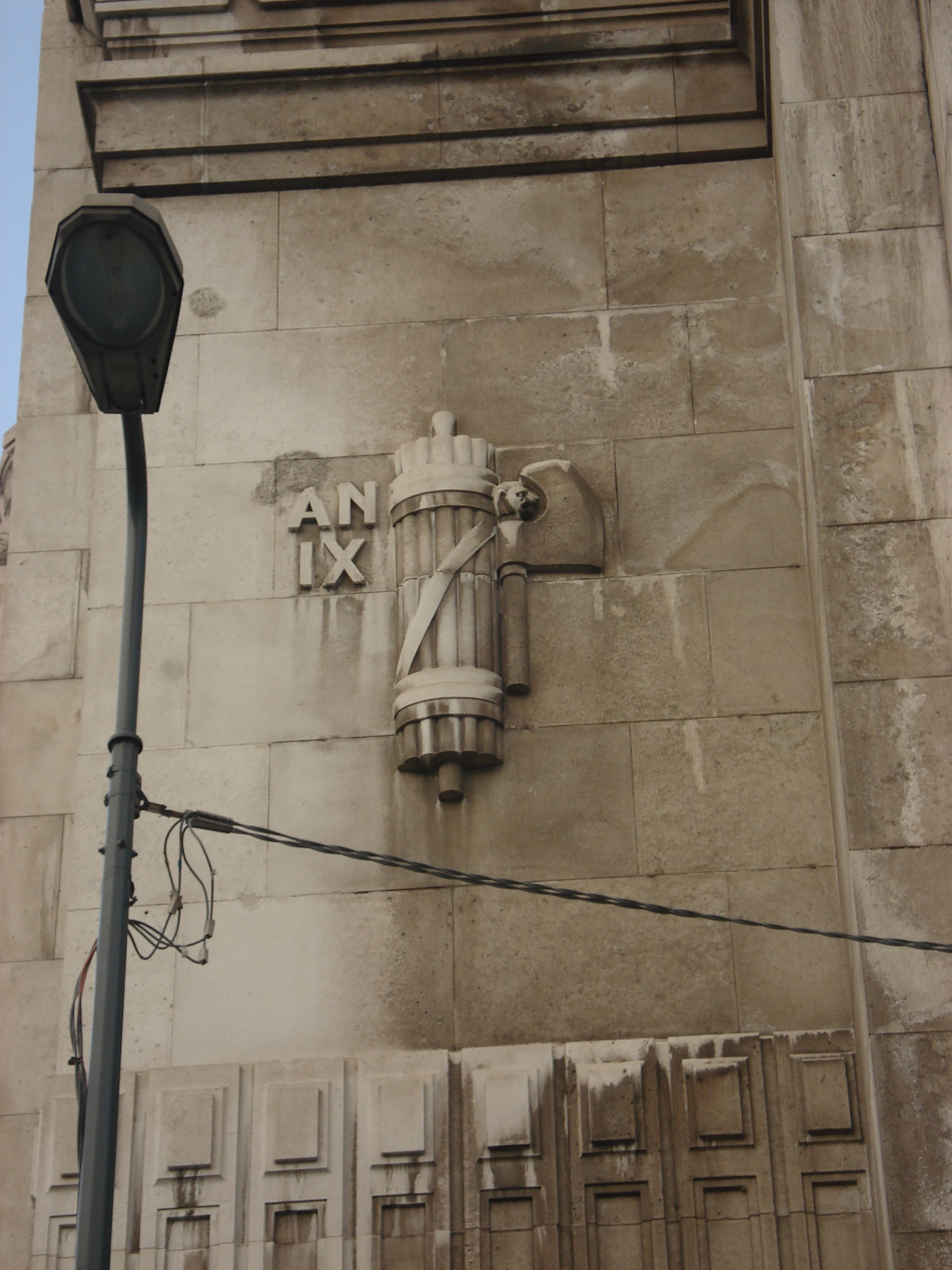
駅に残るファシスト党結成9周年を記念したファスケスのレリーフ

駅は1912年のデザイン最終コンペで優勝した建築家ウリッセ・スタッキーニが設計した。ユニオン駅 (ワシントンD.C.)を参考にしたと言われている。ただし建設中に設計の変更が行われた。
建物前面は幅200mあり、天井高は72mに達する。これは当時、記録的な大きさだった。最前部は「ガッレリーア・デッレ・カロッツェ」（Galleria delle Carrozze）と呼ばれるアーケード式の車寄せだったが、現在は歩行用のコンコースとなっている。プラットフォームはアルベルト・ファーヴァによる全長341m、66,000平方メートルの鉄とガラスのトレイン・シェッドで覆われている。
建築様式は一つで無く、リバティ様式やアールデコの影響を受けた混合様式である。
建築家フランク・ロイド・ライトにより「世界でもっとも美しい鉄道駅」と称された。
21番線には王の部屋と武器室に分けられたサヴォイア家と王室の待合室「王の間」がある。

### のりば
ミラノ中央駅の線路は行き先により以下のように分類できる:
| 番線  | 路線 |
| ----- | --- |
| 1-3   | ミラノ - コーモ - キアッソ/ミラノ - ドモドッソラ/TGV ミラノ - パリ                                                                                |
| 4-6   | ミラノ - トリノ線 |
| 7-13  | ミラノ - ヴェネツィア/ミラノ - ウーディネ線 |
| 14-17 | ミラノ - ボローニャ - フィレンツェ - ローマ - ナポリ線                                                                                            |
| 18-23 | ミラノ - ジェノヴァ - リヴォルノ/ミラノ - ジェノヴァ - ヴェンティミリア/ミラノ - パルマ (- ボローニャ) (R)/ミラノ - クレモーナ - マントヴァ線 (R) |
| 24    | リコヴェーロ/マノーヴラ |

## 利用状況
一日平均計500本の列車で毎日約32万人の旅客、年間では計1億1680万人が乗降している。

## 駅周辺
- ドゥーカ・ダオスタ広場
- チェントラーレ駅（地下鉄）
- ピレリタワー（イタリア語版、英語版）
- ロンバルディア地域評議会
- エクセルシオール ホテル ガリア（ホテル）
- ペニーマーケット（イタリア語版、英語版）エクスプレス

## 路面列車・バス路線
路面電車の5、9、10トロリーバスの90/91、92、N90、N91。
市バスの42、60、81、87、87/、NM2、NM3、N25、N26、N42。728。

## 隣の駅
トレニタリア
フレッチャロッサ（トリノ-サレルノ間）
トリノ・ポルタ・スーザ駅 - ミラノ中央駅 - ローマ・テルミニ駅
フレッチャロッサ（ミラノ-バーリ間）
ミラノ中央駅 - レッジョ・エミリアAVメディオパダーナ駅
フレッチャビアンカ
ノヴァーラ駅 - ミラノ中央駅 - ブレシア駅/ピアチェンツァ駅
エウロシティ
ガッララーテ駅 - ミラノ中央駅 - ブレシア駅
テッロ
パヴィーア駅 - ミラノ中央駅
インテルシティ・ノッテ
ミラノ中央駅 - ピアチェンツァ駅/ボローニャ中央駅
トレーノ・レジョナーレ
ロー・フィエラ駅
ヌオーヴォ・トラスポルト・ヴィアッジャトーリ
イタロ
トリノ・ポルタ・スーザ駅 - ミラノ中央駅 - ミラノ・ロゴレード駅
トレノルド
マルペンサ・エクスプレス
ミラノ中央駅 - ミラノ・ポルタ・ガリバルディ駅
トレーノ・レジョナーレ（マルペンサ-ミラノ間）
ミラノ・ポルタ・ガリバルディ駅 - ミラノ中央駅
トレーノ・レジョナーレ（ミラノ-ヴェローナ/ベルガモ間）
ミラノ中央駅 - ミラノ・ランブラーテ駅